# Robert Byrne (Bischof)

Wappen von Robert Byrne als Bischof von Hexham und Newcastle

Robert Byrne CO (* 22. September 1956 in Urmston, Lancashire) ist ein englischer Ordensgeistlicher und emeritierter römisch-katholischer Bischof von Hexham und Newcastle.

## Leben
Robert Byrne trat 1980 dem Oratorium des heiligen Philipp Neri bei und empfing am 5. Januar 1985 durch den Erzbischof von Birmingham, Maurice Couve de Murville das Sakrament der Priesterweihe. 1993 ging er nach Oxford zur Gründung einer neuen Niederlassung des Oratoriums, die er bis 2011 leitete. In dieser Zeit war er Gefängnisseelsorger in Oxford und Bullingdon. Seit 2011 war Byrne für die Bischofskonferenz von England und Wales als Sekretär der Kommission für den Dialog für die Einheit im Glauben und der Kirche tätig.
Papst Franziskus ernannte ihn am 15. März 2014 zum Titularbischof von Cuncacestre und Weihbischof in Birmingham. Der Erzbischof von Birmingham, Bernard Longley, spendete ihm am 13. Mai desselben Jahres die Bischofsweihe. Mitkonsekratoren waren der Bischof von Oakland, Michael Barber SJ, und Weihbischof Philip Pargeter aus Birmingham.
Am 4. Februar 2019 ernannte ihn Papst Franziskus zum Bischof von Hexham und Newcastle. Die Amtseinführung erfolgte am 25. März desselben Jahres.
Papst Franziskus nahm am 12. Dezember 2022 sein vorzeitiges Rücktrittsgesuch an. Als Grund für den Rücktritt gab Byrne in einem Brief an die Gläubigen des Bistums an, er habe festgestellt, dass die Belastungen des Amtes für ihn zu groß seien und er das Amt nicht in der notwendigen Weise ausfüllen könne. Im Hintergrund soll eine während der Corona-Zeit veranstaltete Sexparty eines Priesters stehen, der von Byrne ernannt und zudem mit Missbrauchsvorwürfen konfrontiert worden war. Die Vorkommnisse sollen auf Anweisung des Vatikans vom zuständigen Metropoliten, dem Erzbischof Malcolm McMahon von Liverpool, untersucht werden. Byrne erklärte, in seine Oratorianergemeinschaft in Oxford zurückkehren zu wollen.